# Düzce (province)
Pour la ville, voir Düzce.
La province de Düzce (turc : Düzce ili) est une des 81 provinces de la Turquie. Sa préfecture se trouve dans la ville et district éponyme de Düzce.

## Géographie
La province de Düzce est située au nord-ouest de l'Anatolie, à l'est du Sakarya et partiellement au bord de la Mer Noire. Elle est traversée par la route européenne 80, qui relie en Turquie Istanbul et Ankara.

## Histoire
Après le séisme de 1999 à Düzce, qui fait 845 morts et près de 5 000 blessés, la ville de Düzce et les districts qui l'entourent sont élevés en province le 9 décembre 1999, ce qui fait d'elle la province la plus récente de Turquie, dotée du numéro le plus élevé (81).

## Population
En 2021 la province compte 400 976 habitants.
| 2000    | 2001    | 2002    | 2003    | 2004    | 2005    | 2006    | 2007    |
| ------- | ------- | ------- | ------- | ------- | ------- | ------- | ------- |
| 296 712 | 300 686 | 304 316 | 307 884 | 311 623 | 315 487 | 319 438 | 323 328 |

| 2008    | 2009    | 2010    | 2011    | 2012    | 2013    | 2014    | 2015    |
| ------- | ------- | ------- | ------- | ------- | ------- | ------- | ------- |
| 328 611 | 335 156 | 338 188 | 342 146 | 346 493 | 351 509 | 355 549 | 360 388 |

| 2016    | 2017    | 2018    | 2019    | 2020    | 2021    | 2022    | 2023    |
| ------- | ------- | ------- | ------- | ------- | ------- | ------- | ------- |
| 370 371 | 377 610 | 387 844 | 392 166 | 395 679 | 400 976 | 405 131 | 409 865 |

## Administration
La province est administrée par un préfet (en turc : vali)

### Subdivisions
La province est divisée en 8 districts (en turc : ilçe, au singulier). (Akçakoca, Cumayeri, Çilimli, Gölyaka, Gümüşova, Kaynaşlı, Yığılca)